# Jack Hinshelwood
Pour les articles homonymes, voir Hinshelwood.
Jack Hinshelwood, né le 11 avril 2005 à Londres en Angleterre, est un footballeur anglais qui évolue au poste de milieu défensif à Brighton & Hove Albion.

## Biographie

### En club
Né à Londres en Angleterre, Jack Hinshelwood est formé par Brighton & Hove Albion. Le 14 avril 2023, Hinshelwood signe son premier contrat professionnel avec Brighton. Il est alors lié au club jusqu'en juin 2026,.
Il joue son premier match en professionnel le 28 mai 2023, lors d'une rencontre de Premier League contre Aston Villa FC. Il entre en jeu et son équipe est battue par deux buts à un,.
Hinshelwood inscrit son premier but en professionnel le 6 décembre 2023, lors d'une rencontre de Premier League face au Brentford FC. Titularisé au poste d'arrière droit, il marque de la tête et permet à son équipe de l'emporter (2-1 score final),.

### En sélection
Jack Hinshelwood représente l'équipe d'Angleterre des moins de 18 ans. Il joue six matchs avec cette sélection.

## Vie privée
Jack Hinshelwood est issu d'une famille de footballeurs. Son père Adam Hinshelwood (en) a notamment joué pour Brighton & Hove Albion, son grand-père Paul Hinshelwood (en) est notamment connu pour avoir longtemps joué à Crystal Palace et son arrière grand-père Wally Hinshelwood (en) a évolué sous les couleurs du Reading FC et du Bristol FC. Ses oncles, Martin Hinshelwood (en) et Danny Hinshelwood (en) ont également été footballeurs.

## Statistiques

### En club
| Saison                | Club                   | Championnat           | Championnat | Championnat | Coupe nationale | Coupe nationale | Coupe de la Ligue | Coupe de la Ligue | Compétition(s) continentale(s) | Compétition(s) continentale(s) | Compétition(s) continentale(s) | Total | Total |
| Saison                | Club                   | Division              | M.          | B.          | M.              | B.              | M.                | B.                | Comp.                          | M.                             | B.                             | M.    | B.    |
| 2022-2023             | Brighton & Hove Albion | Premier League        | 1           | 0           | -               | -               | -                 | -                 | -                              | -                              | -                              | 1     | 0     |
| 2023-2024             | Brighton & Hove Albion | Premier League        | 12          | 3           | 2               | 0               | 1                 | 0                 | C3                             | 2                              | 0                              | 17    | 3     |
| 2024-2025             | Brighton & Hove Albion | Premier League        | 17          | 2           | 3               | 0               | 2                 | 0                 | -                              | -                              | -                              | 22    | 2     |
| Total sur la carrière | Total sur la carrière  | Total sur la carrière | 30          | 5           | 5               | 0               | 3                 | 0                 | -                              | 2                              | 0                              | 40    | 5     |

## Palmarès

### En sélection nationale
- Angleterre espoirs
  - Vainqueur du championnat d'Europe espoirs en 2025.